# Орбан (коммуна)
Орба́н (фр. Orban, окс. Orbanh) — коммуна во Франции, находится в регионе Юг — Пиренеи. Департамент — Тарн. Входит в состав кантона От-Даду. Округ коммуны — Альби.
Код INSEE коммуны — 81198.

## География

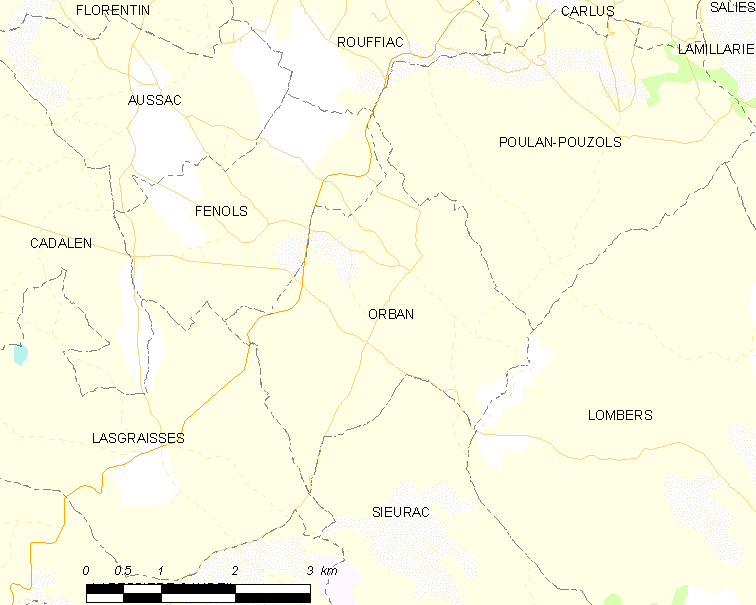
Карта коммуны

Коммуна расположена приблизительно в 560 км к югу от Парижа, в 60 км северо-восточнее Тулузы, в 11 км к юго-западу от Альби.

## Климат
Климат умеренно-океанический. Зима мягкая и дождливая, лето жаркое с частыми грозами. Ветры довольно редки.

## Население
Население коммуны на 2010 год составляло 310 человек.
| 1962 | 1968 | 1975 | 1982 | 1990 | 1999 | 2010 |
| ---- | ---- | ---- | ---- | ---- | ---- | ---- |
| 222  | 199  | 180  | 214  | 246  | 273  | 310  |

## Администрация
| Период | Период | Фамилия        | Партия       | Примечания |
| ------ | ------ | -------------- | ------------ | ---------- |
| 1989   | 2001   | Жильбер Тома   | беспартийный |            |
| 2001   | 2014   | Мишель Лальба  | беспартийный |            |
| 2014   | 2020   | Изабель Кальме |              |            |

## Экономика
В 2007 году среди 198 человек в трудоспособном возрасте (15—64 лет) 159 были экономически активными, 39 — неактивными (показатель активности — 80,3 %, в 1999 году было 72,7 %). Из 159 активных работали 146 человек (81 мужчина и 65 женщин), безработных было 13 (5 мужчин и 8 женщин). Среди 39 неактивных 10 человек были учениками или студентами, 17 — пенсионерами, 12 были неактивными по другим причинам.